# Прем'єр-міністр Тринідаду і Тобаго
Прем'єр-міністр Тринідаду і Тобаго — голова уряду і фактичний керівник держави Тринідад і Тобаго. Обирається в парламенті за підсумками парламентських виборів як керівник партії, що перемогла.
Посада виникла в 1950 р. після надання колонії В.Британії Тринідад і Тобаго самоврядування.

## Перелік прем'єр-міністрів Тринідаду і Тобаго
Автономія
- 1950—1956 — Альберт Гомес
- 1956 — 31 серпня 1962 — Ерік Вільямс

Незалежність
- 31 серпня 1962 — 29 березня 1981 — Ерік Вільямс
- 30 березня 1981 — 18 грудня 1986 — Джордж Чемберс
- 19 грудня 1986 — 17 грудня 1991 — Артур Робінсон
- 17 грудня 1991 — 9 листопада 1995 — Патрік Меннінг
- 9 листопада 1995 — 24 грудня 2001 — Басдео Пандай
- 24 грудня 2001 — 26 травня 2010 — Патрік Меннінг (2 — ий раз)
- 26 травня 2010 — 9 вересня 2015 — Камла Персад-Біссесар
- 9 вересня 2015 — і зараз — Кіт Роулі